# Ski Chrono
Ski Chrono est un magazine de sports d'hiver (ski alpin, ski de fond, biathlon, combiné nordique, saut à ski, snowboard, ski freestyle, freeride, ski alpinisme et télémark) en France, à raison d'au moins sept éditions annuelles. Il a été fondé en 2006 par le quotidien Le Dauphiné libéré.